# Förstaprisauktion
Förstaprisauktion (engelska: first price auction) eller "slutna anbud" är en typ av auktion, som främst lämpar sig för prissättning av objekt, där man befarar att antalet budgivare blir lågt (kanske rentav endast en enda budgivare). 
Budgivare uppmanas att inkomma med bud senast en fastställd dag. Ofta är budgivningsperioden generöst tilltagen, flera veckor eller månader. Under den tiden får spekulanter ingående besiktiga objektet och göra egna utredningar. Antalet budgivare och budens storlek förblir hemliga även efter avslutad budgivning. Vinnaren får endast veta att vinnaren har vunnit, varefter själva transaktionen (till det erbjudna priset) genomförs utan onödigt dröjsmål. För köparen finns således risken att köparen betalar ett onödigt högt överpris, kanske dubbla "tvåans" bud eller mer, om det bara är ett fåtal budgivare. Auktionsmetoden kräver ingen speciell yrkesskicklighet hos auktionsförrättaren, som ju slipper träffa budgivarna "öga mot öga". 